# 이차돈
이차돈(異次頓, 506년(지증왕 7) ~ 527년(법흥왕 14) 9월 15일(음력 8월 5일))은 신라 법흥왕(法興王)의 근신이자 불교 순교자이다. 거차돈(居次頓)이라고도 하며, 《삼국유사》에는 염촉(厭觸 또는 猒觸), 이처(伊處), 처도(處道)라는 다른 이름 표기도 소개되어 있다. 신라의 불교 전래 과정에서 있었던 재래 종교와의 갈등을 상징하는 인물로 한국 역사상 최초의 순교자로 꼽힌다.

## 이름
'염(厭)·이차(異次)·이처(異處)'가 중세어 '앛-(싫어하다)'의 원형인 '잋-'의 차자표기라고 주장한 양주동(1947)의 견해는 후대 연구자들에게 지지와 비판을 받으며 많은 영향을 주었다. 관련 연구자들의 견해는 다음과 같다.

### 언어학적 비판
- 이기문(1998)은 잋의 음소 변화 없이 새김만 고대어 '싫다(厭)'가 중세어 '피곤하다(困)'로 연신되었다는 견해를 제시하였다.[6]
- 도수희(1998)는 이차돈의 자(字) 염촉(厭髑)의 '厭(싫어하다)'와 '잋다(피곤해하다)'의 새김 불일치와 '잋'이 '아쳗'으로 변형될 수 없는 점을 비판하여 음가는 '이쳐도'이고 중세어 '아쳗(싫어하다)'의 원형이라는 견해를 제시하였다.[7]
- 김지형(1998)은 도수희의 '아쳗-'에 동의하지만 인명표기가 동사 형태인 점을 비판하여 '읻(싫어하는)'이라는 견해를 제시하였다.[8]

### 이름(字)의 부정적 의미에 대한 비판
- 양주동 스스로 이후(1965) 자신의 견해를 '잋(싫어하다)'에서 '읻(곱다ㆍ좋다)'으로 수정하였다.[9]
- 강헌규(1988)는 이를 수용·보완하여 ‘읻～, 이대, 이ᄃᆞᆫ’으로 해석하였다.[10]
- 한연석(2015)은 한자 '猒'의 본래 뜻이 "싫도록(실컷) 먹다"라는 점을 근거로 '이쳐도ㆍ이ᄎᆞ도'가 원래 '美'의 긍정적인 의미였으나 중세어 '싫다'로 연신되었다는 한문학적 견해를 제시하였다.[11]
- 조경철(2024)은 '구하다ㆍ사랑하다' 등을 뜻하는 범어 'icchā를 '선한사람ㆍ좋은사람'으로 의역한 것이 '염촉(厭觸)'이라는 견해를 제시하였다.[12]

### 고슴도치 설
- 이병도(1999)는 '‘猒'의 정자(正子)가 '猬(고슴도치)'이며 이차돈은 신라어로 고슴도치를 의미하는 '이츠도치'라는 주장을 하였다.[13]
- 강헌규(2000)는 '猒'만 고슴도치로 해석할 수 있고 음가도 '이츠'라는 견해를 제시하였다.[14]

‘頓, 髑, 道’ 등은 일연이 말한 것처럼 '사람'을 뜻하는 접미사로 보는데 대부분의 학자들이 동의한다.

## 『삼국사기』의 이차돈
『삼국사기』에는 불교를 공인하였다는 기록과 함께 김대문의 『계림잡전』(鷄林雜傳)을 인용하여, 법흥왕이 불교를 공인할 당시 대신들의 반대로 뜻을 이루지 못하고 있었고 이때 이차돈이 나서서 불교를 공인할 것을 적극 주장하며 자신을 죽임으로서 왕의 위엄을 세우고 신하들의 반대를 가라앉힐 것을 청했다.
이에 왕은 대신들을 모아 놓고 불교를 공인할 지의 여부를 의논하였고, 대부분의 대신들이 반대하는 가운데 이차돈이 나서서 찬성하였다. 왕은 대신들이 모두 반대하는데 이차돈 혼자서 찬성하는 것은 부당하다며 그를 처형할 것을 명했다. 이차돈은 죽기 직전에 "부처께서 계신다면 내가 죽은 뒤 이적(異蹟)이 일어날 것이다."라고 말했는데, 그의 목이 베여 떨어지는 순간 붉은색이 아닌 흰색의 피가 한 길 넘게 솟구쳤고, 하늘이 컴컴해지면서 꽃비가 내렸다. 대신들은 이후 불교를 받아들이는 것에 어떠한 반대를 하지 못했고, 법흥왕은 불교를 공인하게 되었다고 한다.

## 『삼국유사』의 이차돈
《삼국유사》권제3 흥법(興法)제3 '원종흥법염촉멸신'조는 헌덕왕(憲德王) 9년(817년)에 작성된 《촉향분예불결사문(髑香墳禮佛結社文)》과 《향전》의 두 가지 자료를 인용하였다. 불교를 공인하고자 했으나 신하들의 반대에 부딪친 법흥왕에게 사인(舍人) 염촉이 나아가 "거짓 명령을 전한 죄를 물어 신을 형벌에 처하여 목을 베시면 만백성이 모두 복종하여 감히 하교를 어기지 못할 것입니다."라고 청했다. 왕은 염촉의 말대로 온갖 형틀을 갖추어 놓고 신하들을 불러 "과인이 절을 짓겠다는데 왜 일부러 늦추느냐?" 라며 꾸짖었고, 신하들은 겁에 질려 그런 일이 없다고 변명했다는 기록과 함께, 주석으로 처리된 《향전》에는 거꾸로 염촉이 왕명을 내세워 절을 지으라는 뜻을 신하들에게 전하자 신하들이 달려와 왕에게 반대하고 나섰고 왕은 염촉이 왕명을 거짓으로 전달했다며 염촉에게 책임을 물었다고 전하고 있다.
왕은 염촉을 불러 꾸짖은 뒤 처형했고, 염촉은 죽음을 앞두고 "대성법왕(大聖法王)께서 불교를 일으키고자 하시므로 나 자신의 목숨을 돌보지 않고 세상의 인연을 버리오니, 하늘은 상서로움을 내리시어 사람들에게 두루 보이소서"라고 맹세하였다. 그의 베어진 목에서 흰 젖이 한 길이나 솟구치고 하늘은 어두워지면서 석양이 그 빛을 감추었고 땅이 흔들렸으며 비가 떨어지는 등 온갖 자연현상들이 일어났으며, 베어진 염촉의 시신은 북망산 서쪽 고개에 묻히고 아내가 그의 명복을 위해 자추사를 지었다고 전하고 있다. 이 자추사가 세워진 땅은 《향전》에 따르면 염촉의 목이 베여 날아가 떨어진 자리였고, 자추사는 훗날 백률사(栢栗寺)라 불리게 되었다.
《삼국유사》 권제3 탑상제4에는 흥륜사(興輪寺)의 금당에 신라 불교의 성인 10인의 소상이 동서 벽에 안치되었는데, 동쪽 벽에 서쪽으로 보도록 안치된 다섯 상 가운데 하나가 염촉이었다고 전하고 있다.

## 흰 피
이차돈이 순교할 때 목에서 붉은 피가 아닌 흰 피가 뿜어져 나왔다는 기록에 대해서는 당시 ‘이차돈 순교비’ 제작에 참여한 이들이 『현우경』의 ‘찬제파리품 본생담’ 혹은 『부법장인연전』의 이야기를 차용하였을 것이라는 견해가 있다. 찬제파리품은 두 손·두 다리· 양쪽 귀·코가 잘린 곳에서 흐르던 피가 흰 젖이 되었고 상처는 씻은 듯이 회복되는 기적을 서술하고 있다. 『부법장인연전』에서는 사자(師子)라는 비구가 목을 베인 자리에서 흰 젖이 솟구쳤다는 내용이 나온다.

## 이차돈의 가계
이차돈의 가계는 정확히 알려진 바가 없다. 다만 왕족인 것으로 추정되며, 성씨는 김씨라는 설과 박씨라는 설이 존재하며, 김씨 설에 의하면 내물왕(재위: 356년 ~ 402년)의 아들 습보 갈문왕(생몰년 미상)의 후손이고, 박씨 설에 의하면 흘해왕(재위: 310년 ~ 356년)의 후손이 된다.
- 증조부 : 흘해 이사금
- 조부 : 공한(功漢)
- 아버지 : 길승(吉升)

## 같이 보기
- 경주 이차돈 순교비
- 한국의 불교
- 신라

### 내용부
1. ↑  455년 중앙아시아의 高昌(오늘날의 신장위구르 자치구 투르판)에서 편찬된 중앙아시아 및 중국에 걸쳐 널리 오랜 시간 유행되었던 본생경관련 경전.

### 참조부
1. ↑  『삼국유사』에는 그가 사망하던 법흥왕 14년(527년) 당시 22세였다고 기록하고 있으며 이 기록에서 이차돈의 생년을 역산해볼 수 있다.
2. ↑  “기사”. 이차돈이 사망한 해는 삼국유사(527년) 삼국사기(528년)으로 사망한 월, 일은 같으나 년도가 다른데, 527년의 경우 이차돈의 순교한 해를 중국의 불교사(달마대사가 선종을 중국에 전한 해)와 엮기 위해 주장하게 된 년도라는 주장이 있다.
3. ↑  『삼국유사』 권3, 「흥법」, 원종흥법 염촉멸신
4. ↑  『삼국유사』에 인용된 「향전」에는 신라에서 고을의 장로들이 매달 이차돈의 기일 아침이 되면 흥륜사에서 모임을 가졌는데, 그 날이 8월 5일로 사인(이차돈)이 불법을 위해 목숨을 바친 날 새벽이었다고 설명한다. 헌덕왕 9년에 해당하는 당 원화 12년 (817년)에 신라의 불교계 인사와 고위 대신들이 이차돈의 무덤을 수리한 날도 8월 5일이며, 흥륜사의 영수(永秀)라는 선사가 매달 5일에 이차돈의 무덤을 예불하고 분향할 향도들을 모아 계를 맺고 지은 것이 『촉향분예불결사문』으로, 『삼국유사』가 이차돈의 행적을 기록하는 주요 자료가 되었다.
5. ↑  양주동,《조선고가연구》, 1947, 636~637쪽 : 厭髑(異次頓)의 原名은 『이치』(異次·異處), 『厭』의 古訓 『이치』" (180쪽), "『厭髑·異次頓·伊處』는 『잋치』, 『厭』의 古訓 『잋』" (322쪽), "『厭』의 近古訓은 『앛』이나 上古訓은 『잋』." (621쪽), "그러나 『앛』(厭)의 古音은 原來 『잋』이였다. 有名한 『厭髑』의 原名 『異處』(이치)는 이를 證한다.
6. ↑  이기문, 《국어사개설 신정판》, 1998. 80쪽 : 우선 이 註는 '厭'은 석독 표기요 '異次, 伊處'는 음독 표기임을 말하고 있는데 이 두 음독 표기의 정밀한 차이를 제쳐 놓으면 '잋-'이 추출된다. 이것은 중세국어의 '잋-'(困)에 대응되는 것으로 의미 변화(厭→困)가 있었음을 알 수 있다.
7. ↑  도수희, 《염촉 ( 이차돈 (異次頓) )의 해독문제》, 1998 : 여기서 우리는 '猒髑('頓·獨·道·覩)=異次頓=伊處頓=異處道=居次頓의 등식에 의하여 '譯云猒也의' '猒'의 대상이 '異次·伊處'가 아니라 ''異次頓·伊處頓·異處道'란 사실에 의거하여 猒髑은 '이ᄎᆞ도·이쳐도'로 해독하며 여기 '髑'은 받쳐적기법에 의한 '猒'의 훈말음인 '도'를 적어 준 것이라 믿으려 한다. 이 '이쳐도'가 곧 15세기 국어에서 역동적으로 활용된 '아쳗-'(猒)의 원형이다. 이 '아쳗-'을 '잋'(困)의 변화형으로 본 견해가 현재의 보편적인 지식이다. 그러나 오히려 본래에 서로 다른 어원의 두 얼굴이라 볼 수 있다. '잋->아쳗-'의 발달보다는 '이쳗>아쳗 '이 보다 무리가 없는 발달로 풀이되기 때문이다. 후자는 그 어형의 닮은 꼴이 거의 相似形일 뿐만 아니라 ('이:아'의 차이 뿐) 정확히 '猒'의 훈에 해당하기 때문이다. 반면에 '잋'은 어디까지나 '困'의 훈이지 '猒'의 직접적인 훈은 아니기 때문이다. '猒'의 후대(중세국어) 훈인 '아쳗-'의 'ㄷ'은 '이쳐도/아쳐도>아쳗'와 같은 발달과정에서 말모음 상실로 인한 폐음절화로 보면 무리없이 풀린다.
8. ↑  김지형,《同名異記 人名語의 音韻 語源 - 三國遺事를 중심으로 -》, 어 원연구 제2호, 한국어원학회, 1999. 163～189면.
9. ↑  양주동, 《증정고가연구》, 일조각, 1995(중판, 초판 1965)
10. ↑  강헌규, 《三國遺事에 나타난 髑의 표기에 대하여》 , 국어국문학 제99 권, 국어국문학회, 1988, 91～97쪽.
11. ↑  한연석, 《삼국유사에 보이는 인명(字), ‘대성, 猒髑’의 재고》, 한문교육논집 45, 2015, 296쪽 : 猒(觸)’의 音借 異次頓의 ‘이ᄎᆞ도/이쳐도(싫다.)’와 ‘美盛貌,美,’ ‘信服’의 어원적 연관은 ‘猒’의 ‘싫도록(실컷)먹다(飽)’와 관계있다. ‘실컷 먹음’에서 만족,왕성함(盛)으로 인신되었고,다시 왕성함이 아름답기 때문에 ‘美’로 인신되고 아름다움,가득 참(만족)으로부터 信服이 인신되었다.그렇기 때문에 설령 중세어 ‘이ᄎᆞ도/이쳐도(異次頓)’가 ‘싫다’란 뜻을 가졌다해도,신라인들은 이를 ‘美盛貌,美,’ ‘信服’과 유관한 뜻으로 인식하였을 것이다.猒髑,異次頓 등의 ‘頓,髑,道’등은 일연이 말한 것처럼 접미사로 보고자 한다.
12. ↑  조경철, 《髑’과 異次頓의 字意에 대한 재검토》, 한국고전번역원, 2024, 10쪽 : 범어에 icchā가 있다. 보통 漢譯으로 求, 愛, 願, 欲, 所望, 樂, 欲樂 등으로 풀이된다. icchantika는 心慾, 大慾으로 한역되는데 나중에 성불할 수 없는 존재인 一闡提로도 번역되었다. 중국 발음으로는 一阐提 (yī chăn tí)이다. 그런데 闡提에는 斷善천제와 大悲천제가 있다. 단선천제는 말 그대로 善根이 없어 성불할 수 없는 존재지만 대비천제는 일체의 중생을 제도하지 않고서는 성불하지 않는 천제를 말한다. 중생구제의 보살행을 실천했다고 하여 菩薩천제라도 한다.
13. ↑  이병도 역(1999), 《삼국사기·삼국유사》, 두계학술재단.
14. ↑  강헌규,《三國遺事에 나타난 ‘ 髑’의 表記에 대하여》, (凡山 강헌규교수 화갑기념) 國語學論文集, 공주대학교 출판부, 2000, 286쪽 : '猒'만 고슴도치로 해석할 수 있고 음가도 '이츠'라고 주장하였다. 그러나 중세국어에 '이츠'라는 단어가 없기 때문에 '髑'이 정말 고슴도치를 뜻하는가에 대한 의문을 제기하고 '妙 ㆍ善ㆍ姸ㆍ好ㆍ美’를 뜻하는 ‘읻～, 이대, ‘이처’ ‘이차’ 였을 것이라는 견해를 제시하였다.
15. ↑  김지형, 앞의 논문, 185쪽 : 現代 韓國語의 ‘-다리/도리(돌이)’는 ‘늙다리’, ‘장다리’, ‘키다리’, ‘꾀돌 이’, ‘악돌이’와 같이 ‘사람’을 의미하는 語彙의 接尾辭로만 쓰인다. 이들 語 彙에서 ‘-다리/돌이’에 先行하는 形態素에는 ‘사람’의 의미가 없고, ‘-다리/ 돌이’가 接尾함으로써 ‘사람’의 의미를 갖는다. 이것은 ‘-다리/돌이’가 기원 적으로 ‘사람’의 의미를 가진 독자적인 名詞였음을 보여준다. ‘-다리/돌이’ 가 ‘ᄃᆞᆯ+이’, ‘돌+이’로 분석되는데, 여기에서의 ‘ᄃᆞᆯ/돌’은 人稱의 複數接尾辭 ‘ᄃᆞᆯ>들’과 語形이 같다.
16. ↑  『삼국사기』 권4, 「신라본기」4, 법흥왕 15년(528)
17. ↑  당시 대신들의 이름은 『삼국유사』 권3에 공목(工目), 알공(謁恭) 등이라고 나온다.
18. 1 2  한국사 > 고대사회의 발전 > 삼국의 성립과 발전 > 고대문화의 발전 > 이차돈의 순교, 《글로벌 세계 대백과사전》
19. ↑  《삼국유사》는 법흥왕이 이차돈에게 명하여 지은 절인 흥륜사(興輪寺)는 천경림(天鏡林)이라는 숲이 있던 자리였고, 법흥왕 14년 정미(527년)에 처음 터를 닦은 뒤 22년 을묘(535년)부터는 본격적인 공사를 시작하는데 천경림의 나무를 베어 공사에 충당했으며 주춧돌과 돌함까지도 천경림에서 가져다 썼다고 설명한다. 천경림은 이름에서도 보이듯 재래의 천신 숭배와 관련이 깊은 곳이었으며, 불교를 받드는 것을 반대하는 신하들 대부분은 이러한 재래의 토속신앙을 숭배하고 있었기에 이를 왕에게 항의한 것이다.
20. ↑  조성금, 《이차돈 순교설화의 기원에 관한 一考》, 신라사학회, 2024.

강석근,《백률사(栢栗寺) 설화와 제영(題詠)에 대한 연구》, 한국시가학회, 2012.

## 참고 문헌
- 이 문서에는 다음커뮤니케이션(현 카카오)에서 GFDL 또는 CC-SA 라이선스로 배포한 글로벌 세계대백과사전의 내용을 기초로 작성된 글이 포함되어 있습니다.